# Svenskt Näringsliv
Svenskt Näringsliv är en svensk arbetsgivarorganisation som företräder privata företag i Sverige.

## Allmänt
Svenskt Näringsliv är en näringslivsorganisation som företräder företag i Sverige. Organisationen bildades i mars 2001 genom en sammanslagning av Sveriges Industriförbund och Svenska Arbetsgivareföreningen, i sin tur bildade 1910 respektive 1902. 
Svenskt Näringsliv har ca 60 000 medlemsföretag samlade i 50 medlemsorganisationer. De enskilda företagen är medlemmar i medlemsorganisationer – arbetsgivareförbund och branschföreningar.[källa behövs] Några medlemsorganisationer förenar arbetsgivar- och branschrollen. 
Organisationens främsta mål är att "vinna hjärnor och hjärtan för marknadsekonomin och övertyga om företagens avgörande roll för välståndet", och budgeten låg år 2017 på 795 miljoner kronor. Svenskt Näringslivs mission är att skapa ett bättre företagsklimat i Sverige och att ge sina medlemmar stöd och service i frågor som rör arbetsgivarskap.
Svenskt Näringsliv syftar till att driva frågor som är gemensamma för alla företag, till exempel skatter, arbetsrätt, utbildning och infrastruktur. Medlemsorganisationerna driver branschspecifika frågor samt informerar, utbildar och ger råd direkt till medlemsföretagen. De medlemsorganisationer som är arbetsgivarförbund ger råd i arbetsgivarfrågor och förhandlar om kollektivavtal med fackliga organisationer.[källa behövs]
Svenskt Näringsliv arbetar för att påverka politiken och opinionen i frågor som rör företagsklimatet. Organisationen gör detta genom att ta fram förslag på marknadsliberala reformer, delta i remissförfaranden och föra dialog med politiker och andra beslutsfattare.
Den 4 december 2020 tecknade PTK, Kommunal, IF Metall och Svenskt Näringsliv (SN) ett nytt huvudavtal om förändrat anställningsskydd (turordningsregler mm) samt utökade möjligheter till kompetensutveckling och omställning.
Huvudkontoret finns i Näringslivets hus på Östermalm i Stockholm. Organisationen har också 21 regionala kontor i Sverige och ett kontor i Bryssel. Svenskt Näringsliv är medlem i den europeiska näringslivsorganisationen Business Europe.[källa behövs]

### Kritik
Svenskt Näringsliv har kritiserats för att vara en lobbyorganisation som främjar företagens intressen på bekostnad av andra samhällsgrupper, exempelvis småföretag eller fackliga organisationer. Organisationen har också kritiserats för att ha en för homogen medlemsbas och för att inte representera alla företag i Sverige exempelvis genom att framföra högerekonomiska ståndpunkter präglade av marknadsliberal ideologi snarare än objektiva näringslivsintressen.

## Ordförande
- Sören Gyll, 2001–2004
- Michael Treschow, 2004–2007

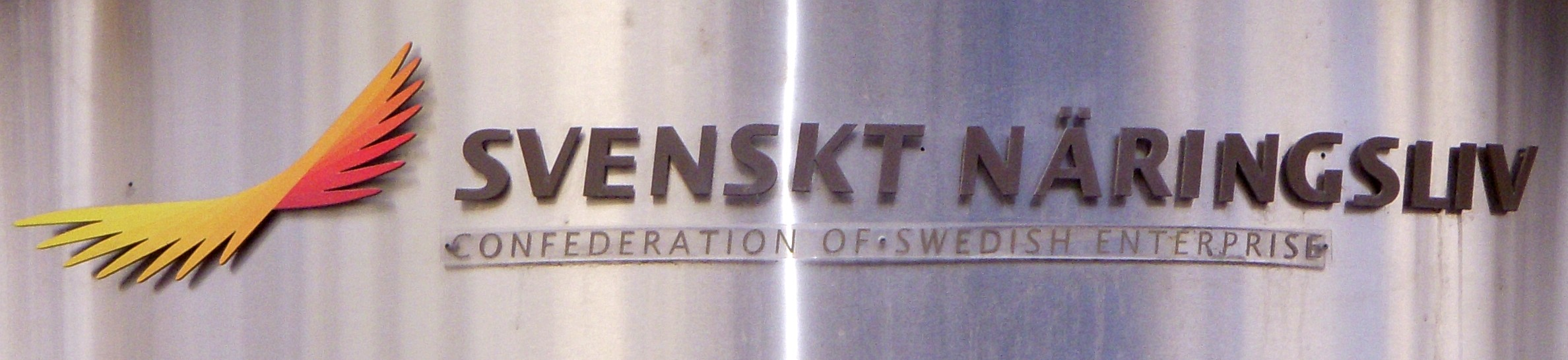
Organisationens logotyp, 2012.

- Signhild Arnegård Hansen, 2007–2010
- Kenneth Bengtsson, 2010–2013
- Jens Spendrup, 2013–2016
- Leif Östling, 2016–2017
- Fredrik Persson, 2017[4]–2022[5]
- Jacob Wallenberg, 2022[5]–

## Verkställande direktörer
- Göran Tunhammar, 2001–2003
- Ebba Lindsö, 2003–2005
- Urban Bäckström, 2005–2014
- Carola Lemne, 2014–2018
- Jan-Olof Jacke, 2018–

## Medlemsorganisationer
- Almega Tjänsteförbunden, Almega
- Almega Tjänsteföretagen, Almega
- BilSweden
- Biltrafikens Arbetsgivareförbund, Transportgruppen
- Bruksindustriföreningen/Jernkontoret
- Byggföretagen
- Byggmaterialindustrierna
- Byggnadsämnesförbundet
- EnergiFöretagens Arbetsgivareförening
- Försäkringsbranschens Arbetsgivareorganisation
- Grafiska Företagens Förbund
- Gröna arbetsgivare
- IKEM – Innovations- och Kemiindustrierna i Sverige
- Industrins Byggmaterialgrupp
- Innovationsföretagen, Almega
- Installatörsföretagen
- Kemisk-Tekniska Leverantörförbundet, KTF
- Kompetensföretagen, Almega
- Livsmedelsföretagen
- Läkemedelsindustriföreningen, LIF
- Maskinentreprenörerna
- Medieföretagen, Almega
- Motorbranschens Arbetsgivareförbund, Transportföretagen
- Måleriföretagen i Sverige
- Petroleumbranschens Arbetsgivareförbund, Transportföretagen
- Plåt & Ventföretagen
- Sjöfartens Arbetsgivareförbund, Transportföretagen
- Skogsindustrierna
- Stål och Metall Arbetsgivareförbundet
- SVEMEK
- SveMin
- Svensk Betong
- Svensk Handel
- Svenska FlygBranschen, Transportföretagen
- Svenskt Näringslivs Allmänna avdelning
- Sveriges Bergmaterialindustri
- Sveriges Bussföretag
- Sveriges Hamnar, Transportföretagen
- Sveriges Managementkonsulter
- Svensk Sjöfart
- Sveriges Transportindustriförbund, Transportföretagen
- Säkerhetsföretagen, Almega
- TechSverige
- Teknikföretagen
- Teknikgrossisternas Arbetsgivareförening, TGA
- TEKO, Sveriges Textil och Modeföretag
- TMF, Trä och Möbelföretagen
- Tågföretagen, Almega
- Visita
- Vårdföretagarna, Almega
- Återvinningsindustrierna

## Verksamhet finansierad av Svenskt Näringsliv[6]
- Avtalat. (Ägs gemensamt av Svenskt Näringsliv, LO och PTK). Avtalat informerar och vägleder om kollektivavtalad tjänstepension och försäkring inom privat sektor.
- Ekonomifakta
- fPlus
- Arbetsmarknadsnytt
- Stiftelsen Fritt Näringsliv och Frivärld
- Timbro (genom Stiftelsen Fritt Näringsliv)[7]
- Ratio (genom Stiftelsen Fritt Näringsliv)
- Facebooksidorna Skattefakta, Välfärdsfakta (tillsammans med Stockholms handelskammare[8]), Jobbfakta[9] och Rödgrönröra[10]
- Näringslivets mediaservice[11][6]
- Centrum för Rättvisa[12]
- Tankesmedjan Captus[12]
- Tidningen Näringslivet – digital nyhetstjänst[13][14]
- The European Centre för International Political Economy[12]
- EEI- European Enterprise Institute[12]